# هيو ميتشيل (مدير فني)
هيو ميتشيل (بالإنجليزية: Hugh Mitchell)‏ هو مدير فني أمريكي، ولد في 5 أغسطس 1890 في أوهايو في الولايات المتحدة، وتوفي في 10 سبتمبر 1967 في Fort Eisenhower ‏ في الولايات المتحدة.